# Cadena cinemática
En un vehículo automóvil se denomina cadena cinemática al conjunto de elementos que producen movimiento y proporcionan al mismo fuerza de tracción trasladando este movimiento a las ruedas motrices.
Podemos a su vez dividir la cadena cinématica en dos partes fundamentales:
- El motor,
- el sistema de transmisión. Formado por:
  - el embrague, caso de cambio manual o bien
  - el Convertidor de par en el caso de Transmisión automática
  - la caja de cambios o caja de velocidades,
  - el eje de transmisión,
  - el grupo cónico-diferencial, formado por un grupo cónico y un diferencial, y
  - los palieres o semiárboles,
  - las ruedas motrices.

## El motor
Es el dispositivo encargado de transformar la energía en movimiento.
Lo más habitual son los motores térmicos o eléctricos o una combinación de ambos (automóviles de explosión o combustión, eléctricos e híbridos).

## El embrague
Es el elemento que permite conectar y desconectar a voluntad del conductor la potencia del motor del resto de la cadena cinemática. Asimismo en el arranque desde parado permite reducir el régimen del motor para aumentar el Par motor que se transmite a las ruedas según la expresión 
| Símbolo                 | Nombre            | Unidad |
| ----------------------- | ----------------- | ------ |
| {\displaystyle P}       | Potencia          | W      |
| {\displaystyle M}       | Par motor         | N·m    |
| {\displaystyle \omega } | Velocidad angular | rad/s  |

De este modo la función del Convertidor de par es la misma que la del embrague en el momento del arranque desde parado.

## La caja de cambios
Permite acceder a la marcha con la  reducción o desmultiplicación adecuada a la circunstancia de pendiente y velocidad en cada momento, en función del par motor necesario en la rueda en cada momento .

## El eje de transmisión
También se le llama eje cardan o barra, es el que  transmite el movimiento longitudinal desde la transmisión al conjunto diferencial además de absorber los movimientos de contracción y elongación provocados por el desplazamiento de la suspensión del vehículo.

## El conjunto diferencial
Se encarga de transformar el movimiento longitudinal del eje de transmisión en movimiento transversal hacia los palieres, y permite diferentes velocidades entre las ruedas al dar vuelta o realizar maniobras en los trayectos

## Los palieres
Transmiten el movimiento del conjunto diferencial a los cubos de las ruedas, en México les conocemos como las flechas de rueda

## Las ruedas motrices
Son el punto de contacto con el asfalto de la potencia producida por el motor y administrada por la transmisión 